# NGC 5259-1
NGC 5259-1 (другие обозначения — MCG 5-32-52, ZWG 161.105, NPM1G +31.0291, PGC 48292) — эллиптическая галактика (E) в созвездии Гончие Псы.
Этот объект входит в число перечисленных в оригинальной редакции «Нового общего каталога».